# Kolóssi
Kolóssi (grec moderne : Κολόσσι) est un village de Chypre de plus de 5 651 habitants.

## Lieux et monuments
- Château médiéval construit au XIIIe siècle. Après la chute de Saint-Jean-d'Acre en 1291, il devient le siège de la Grande Commanderie des Chevaliers de Saint-Jean de Jérusalem. Au XIVe siècle, il est intégré au domaine des Chevaliers Templiers